# Parafia Wniebowstąpienia Pańskiego w Augustowie
Parafia Wniebowstąpienia Pańskiego – parafia prawosławna w Augustowie, w dekanacie Sokółka należącym do diecezji białostocko-gdańskiej.
Na terenie parafii funkcjonuje 1 cerkiew:
- cerkiew Wniebowstąpienia Pańskiego w Augustowie – parafialna

## Historia
Parafia została utworzona przed 1553. Po 1596 przyjęła postanowienia unii brzeskiej, natomiast po likwidacji Kościoła greckokatolickiego w Królestwie Polskim (1875) stała się ponownie prawosławną. W wieku XIX i w pierwszej połowie XX istniały 3 cerkwie: Kazańskiej Ikony Matki Bożej (drewniana, rozebrana po 1938), Świętych Apostołów Piotra i Pawła (rozebrana w 1926; cegłę wykorzystano do budowy seminarium nauczycielskiego) oraz św. Mikołaja Cudotwórcy – cerkiew garnizonowa, przy której stacjonował 104. Ustiżewski Pułk Piechoty. Po odzyskaniu niepodległości świątynia została przekazana Kościołowi katolickiemu. 
Po II wojnie światowej nabożeństwa prawosławne w Augustowie odprawiane były w prywatnych mieszkaniach. W 1957 w budynku przy ulicy Henryka Sienkiewicza urządzono prowizoryczną cerkiew, funkcjonującą do 1979.
Obecna parafialna cerkiew Wniebowstąpienia Pańskiego to dawny zakład wulkanizacyjny wybudowany po 1945, przebudowany w 1985 na świątynię prawosławną (poświęconą 26 maja tegoż roku). Mieści się przy Rynku Zygmunta Augusta 4.
W 2015 parafia liczyła około 50 wiernych.

### Budowana cerkiew
Nowa cerkiew wznoszona jest na działce przy ulicy Mazurskiej 16. 14 września 2016 poświęcono plac pod budowę świątyni, a 12 października tegoż roku rozpoczęto prace budowlane. 28 maja 2017 wmurowany został kamień węgielny pod budowę cerkwi. Tego samego dnia na placu budowy po raz pierwszy odsłużono Boską Liturgię, pod przewodnictwem arcybiskupa białostockiego i gdańskiego Jakuba.
Cerkiew będzie nosiła wezwanie Augustowskiej Ikony Matki Bożej. Powstaje według projektu Mirosława Siemionowa, na planie krzyża. Będzie posiadała jedną kopułę. Nad wejściem zostanie umieszczona niewielka dzwonnica. Świątynia pomieści 120 osób. Architektonicznie nawiązuje do nieistniejącej augustowskiej cerkwi Świętych Apostołów Piotra i Pawła.

## Wykaz proboszczów
- 1954–1959 – ks. Borys Dykaniec
- 1959–1960 – ks. Włodzimierz Kurpianowicz
- 1960–1964 – ks. Bazyli Szklaruk
- 1964–1984 – ks. Mikołaj Sidorski
- 1984–1997 – ks. Mikołaj Kalina
- 1997–2002 – ks. Jan Kojło
- 2002–2010 – ks. Grzegorz Biegluk
- od 2010 – ks. Marek Kozłowski